# Księżyce
Księżyce (do 1945 r. niem. Knischwitz) – wieś w Polsce położona w województwie dolnośląskim, w powiecie strzelińskim, w gminie Wiązów.

## Podział administracyjny
| SIMC   | Nazwa   | Rodzaj     |
| ------ | ------- | ---------- |
| 004891 | Kęszyce | przysiółek |

W latach 1975–1998 miejscowość administracyjnie należała do województwa wrocławskiego.

## Zabytki
Do wojewódzkiego rejestru zabytków wpisany jest:
- kościół filialny pw. św. Józefa Oblubieńca, z lat 1903-1906.